# Мегапент
Мегапент (грч. Μεγαπένθης) је у грчкој митологији било име више личности.

## Митологија
1. Био је незаконити син Менелаја и робиње Пијериде или Тереиде, па је због тога, након смрти свога оца, остао без наследства. Менелај га је, за живота, оженио кћерком Спартанца Алектора на исти дан када је удао и своју кћерку Хермиону.[1] Паусанија је писао да је он протерао Хелену са Аргоса.[2]
2. Син краља Прета, чија су деца Арг, Анаксагора и Ифијанира. Након смрти свог оца, био је владар Тиринта, све док га Персеј није замолио да замене краљевства. Тако је Мегапент завладао Аргосом.[1] Хигин наводи да је након тога убио Персеја,[2] али према неким изворима, владар Тиринта и Персејев убица нису иста личност[3].